# Spilogona hardangervidensis
Spilogona hardangervidensis este o specie de muște din genul Spilogona, familia Muscidae, descrisă de Lavciev în anul 1983.
Este endemică în Norway. Conform Catalogue of Life specia Spilogona hardangervidensis nu are subspecii cunoscute.